# Consultoría de gestión
La consultoría de gestión es la práctica de ayudar a las organizaciones a mejorar su desempeño. Las organizaciones pueden recurrir a servicios de consultores de gestión por varias razones, entre ellas obtener asesoramiento externo (y presumiblemente objetivo) y el acceso a la experiencia especializada de los consultores.
Como resultado de su exposición y a las relaciones con numerosas organizaciones, las empresas consultoras suelen conocer las "mejores prácticas" de la industria. Sin embargo, la naturaleza específica de las situaciones en consideración puede limitar la capacidad de transferir dichas prácticas de una organización a otra.
En este contexto la consultoría de gestión, y más en particular la consultoría de gestión del cambio, tiene un papel crucial. Esta disciplina pone foco en mejorar el desempeño organizacional, facilitar las transiciones estructurales, tecnológicas o culturales que las empresas necesitan para mantenerse competitivas. Las consultorías también pueden proporcionar asistencia en la gestión del cambio organizacional, desarrollo de habilidades de coaching, análisis de procesos, implementación de tecnología, desarrollo de estrategias o servicios de mejora operacional. Los consultores de gestión a menudo traen sus propias metodologías o marcos propios para guiar la identificación de problemas y para servir de base para recomendaciones sobre formas más efectivas o eficientes de realizar tareas de trabajo.

## Historia
La consultoría de gestión creció con el auge de la gerencia, como un campo de estudio único. Una de las primeras firmas de consultoría de gestión fue Arthur D. Little Inc., fundada en 1886 como sociedad, y luego incorporada en 1909. Aunque Arthur D. Little más tarde se convirtió en una consultora de administración general, originalmente se especializó en investigación técnica.
Como Arthur D. Little se enfocó en la investigación técnica durante los primeros años, Frederick Winslow Taylor inició la primera consultoría de gestión, quien en 1893 abrió una consultoría independiente en Filadelfia. Su tarjeta de negocios decía "Ingeniero consultor: sistematización de la gestión de tiendas y los costos de fabricación, una especialidad". Al inventar la Administración Científica, también conocido como el método de Taylor, Frederick Winslow Taylor inventó el primer método de organización del trabajo, ayudando a las carreras de muchos más consultores de administración. Morris Llewellyn Cooke, uno de los primeros colaboradores de Taylor, abrió su propia consultoría de gestión en 1905. El método de Taylor se utilizó en todo el mundo hasta que la industria cambió a un método inventado por W. Edwards Deming. [cita requerida]
El período inicial de crecimiento en la industria de consultoría se inició con la Ley de Banca Glass-Steagall en la década de 1930, y fue impulsado por la demanda de asesoramiento sobre finanzas, estrategia y organización.  A partir de la década de 1950, las consultorías no solo ampliaron considerablemente sus actividades en los Estados Unidos, sino que también abrieron oficinas en Europa y luego en Asia y América del Sur. Después de la Segunda Guerra Mundial, se formaron varias nuevas firmas de consultoría de gestión, que aportaron un enfoque analítico riguroso al estudio de la gestión y la estrategia. Los años de la posguerra también vieron la aplicación de los principios de la cibernética a la administración a través del trabajo de Stafford Beer.
La industria experimentó un crecimiento significativo en los años 80 y 90, ganando una importancia considerable en relación con el producto interno bruto nacional. En 1980 solo había cinco consultoras con más de 1.000 consultores en todo el mundo, mientras que en la década de 1990 había más de treinta firmas de este tamaño.
Un período de crecimiento significativo a principios de la década de 1980 fue impulsado por la demanda de consultorías de estrategia y organización. La ola de crecimiento en la década de 1990 se debió tanto a la estrategia como al asesoramiento en tecnología de la información. En la segunda mitad de la década de 1980, las grandes firmas de contabilidad ingresaron al segmento de consultoría de TI. Los entonces Big Eight, ahora Big Four, firmas de contabilidad (PricewaterhouseCoopers; KPMG; Ernst & Young; Deloitte Touche Tohmatsu) siempre ofrecieron asesoramiento además de sus servicios tradicionales, pero a partir de finales de los años 80, estas actividades se hicieron cada vez más importantes en relación con la maduración del mercado de la contabilidad y la auditoría. A mediados de la década de 1990, estas empresas habían superado a esos proveedores de servicios que se centraban en la estrategia y organización corporativa. Si bien tres de los Cuatro Grandes dividieron legalmente las diferentes líneas de servicio después de los escándalos de Enron y el consiguiente colapso de Arthur Andersen, ahora están de vuelta en el negocio de consultoría. En 2000, Andersen Consulting se separó de Arthur Andersen y anunció su nuevo nombre: Accenture.  El cambio de nombre entró en vigencia a partir del 1 de enero de 2001 y Accenture es actualmente una de las firmas de consultoría más grandes del mundo. Se cotizan en la Bolsa de Nueva York con el ticker ACN.
La industria se estancó en 2001 antes de recuperarse después de 2003, con una tendencia actual hacia una segmentación más clara de las empresas de consultoría de gestión. En los últimos años, las empresas de consultoría de gestión reclutan activamente a los mejores graduados de las universidades de la Ivy League, Rhodes Scholars y estudiantes de los mejores programas de MBA.
En tiempos más recientes, las firmas tradicionales de consultoría de gestión han tenido que enfrentarse a los crecientes desafíos de los mercados en línea que apuntan a atender al creciente número de profesionales de consultoría de gestión independientes.

## Función
Las funciones de los servicios de consultoría se dividen comúnmente en ocho categorías de tareas.  Los consultores pueden funcionar como puentes para la información y el conocimiento, y los consultores externos pueden proporcionar estos servicios de puente más económicos que las propias empresas.  Los consultores pueden participar de manera proactiva, sin una aplicación externa significativa, y de manera reactiva, con presión externa.  El compromiso proactivo de los consultores se realiza principalmente con el objetivo de encontrar puntos débiles ocultos y mejorar el rendimiento, mientras que el compromiso de los consultores reactivos se dirige principalmente a resolver los problemas identificados por las partes interesadas externas.
Marvin Bower, el director a largo plazo de McKinsey, ha mencionado los beneficios de la externalidad de los consultores, que tienen una experiencia variada fuera de la empresa.
Los consultores tienen habilidades especializadas en tareas que implicarían altos costos de coordinación interna para los clientes, como cambios en toda la organización o la implementación de tecnología de la información. Además, debido a las economías de escala, su enfoque y experiencia en la recopilación de información en todo el mundo y en todas las industrias hace que su búsqueda de información sea menos costosa que para los clientes.

## Tendencias

### Las Tres Grandes o MBB
- McKinsey & Company
- Boston Consulting Group
- Bain & Company

### Las Big Four
Las firmas de auditoría Big Four (Deloitte, KPMG, PwC, Ernst & Young) han estado invirtiendo significativamente en el mercado de consultoría estratégica desde 2010.  En 2013, Deloitte adquirió Monitor Group, ahora Monitor Deloitte, mientras que PwC adquirió PRTM en 2011 y Booz & Company, ahora Strategy&, en el 2013. Desde 2010 hasta 2013, varias firmas de los Cuatro Grandes han intentado adquirir Roland Berger.  EY siguió la tendencia, con las adquisiciones del Parthenon Group en 2014, y tanto de BeNeLux como de las empresas francesas de OC&C en 2016 y 2017, todas bajo la marca EY-Parthenon.
Deloitte ha sido nombrada como la mayor firma de consultoría durante seis años consecutivos según el informe anual de consultoría de Gartner. Deloitte Consulting se divide en tres prácticas: Capital Humano, Estrategia y Operaciones, y Tecnología.  Se ubicaron en el puesto número 4 en las clasificaciones de Vault en 2018, 2017 y 2016 para firmas consultoras. En 2016, PwC superó a Deloitte nuevamente como la firma de consultoría más grande del mundo, con una brecha de ingresos entre las dos firmas Big Four de aproximadamente $ 600 millones, según Gartner.
| Firma                        | Ingresos                 | Año fiscal | Fuente |
| ---------------------------- | ------------------------ | ---------- | ------ |
| PricewaterhouseCoopers (PwC) | 16.0 billones de dólares | 2016       | [ 16 ] |
| Deloitte                     | 15.4 billones de dólares | 2016       | [ 16 ] |
| Ernst & Young (EY)           | 14.5 billones de dólares | 2016       | [ 16 ] |
| KPMG                         | 11.5 billones de dólares | 2016       | [ 16 ] |

Si bien las conocidas Big 4 (Deloitte, PwC, EY y KPMG) dominan gran parte del mercado de la consultoría de gestión, existen consultorías profesionales con datos de facturación muy alejados a estos gigantes que ofrecen servicios de gran calidad, con un enfoque mucho más ágil, personalizado y adaptado a las necesidades reales de cada cliente. Estas firmas suelen contar con equipos altamente especializados, estructuras más flexibles y una gran capacidad de adaptación al cambio, lo que les permite implementar soluciones innovadoras de forma más rápida y efectiva. 

### Consultorías de gestión en España (excluyendo las Big 4)[17]
| Firma                     | Servicio especializado | Año de creación                              |
| ------------------------- | --- | -------------------------------------------- |
| Accenture                 | Transformación digital, consultoría estratégica, IA, integración tecnológica                                                          | 1989 (epe.es)                                |
| NTT DATA (Everis)         | Consultoría tecnológica e integración de sistemas en telecomunicaciones, banca, sector público                                        | En España: 1996 (fund. DMR Consulting)       |
| PKF Attest Consultoría    | Consultoría estratégica, consultoría de gestión, Consultoría medio ambiente, asesoría fiscal, M&A, reestructuración, jurídico-laboral | 1995 (PKF Attest Servicios Profesionales SL) |
| Indra                     | Consultoría e implementación tecnológica en defensa, transporte, energía, telecomunicaciones                                          | 1992                                         |
| CE Consulting Empresarial | Asesoría integral: fiscal, laboral, contable, legal y desarrollo empresarial para pymes                                               | –                                            |

### Tendencias
En 2013, un artículo en Harvard Business Review discutió las tendencias prevalecientes dentro de la industria de la consultoría para evolucionar. Los autores señalaron que dado que el conocimiento se democratiza y la información se hace más y más accesible para todos, el papel de los consultores de gestión está cambiando rápidamente. Además, con más plataformas en línea que conectan a los ejecutivos de negocios con consultores, se cuestiona el rol de la tradicional "firma".

## Consultores gubernamentales

### Reino Unido
En el Reino Unido, el uso de consultores de gestión externos dentro del gobierno a veces ha sido polémico debido a las percepciones del valor variable del dinero. Por ejemplo, de 1997 a 2006, el gobierno del Reino Unido gastó £ 20 mil millones en consultores de gestión,  lo que plantea interrogantes en la Cámara de los Comunes sobre los rendimientos de dicha inversión.
El Reino Unido también ha experimentado con el uso a largo plazo de técnicas de consultoría de gestión proporcionadas internamente, en particular, en los ámbitos de consultoría de alta demanda del gobierno local y el Servicio Nacional de Salud. La Agencia de Mejora y Desarrollo de la Asociación de Gobiernos Locales y los Equipos Nacionales de Apoyo de salud pública generaron retroalimentación positiva a niveles de costo considerados como una fracción de lo que habría incurrido en la asesoría comercial externa.

### Europa
Norma europea EN 16114: 2011 "Servicios de consultoría de gestión".

### Rumanía
En 2011, la industria de consultoría de gestión rumana comenzó a reiniciar el crecimiento después de un período de estancamiento económico. A finales de 2010, la mayoría de las consultorías de gestión de Rumania habían experimentado una disminución de los beneficios y, para finales de 2011, alrededor del 70% de ellas habían observado una disminución en los resultados. 2010 y 2011 representaron una prueba importante para muchas firmas consultoras rumanas según un estudio de la Federación Europea de Asociaciones de Consultoras de Gestión (FEACO).
En el año 2015, la consultoría de gestión de Rumanía facturó 350 Mln. € y tuvo una exportación del 10% de la facturación total, (el 75% dentro de la UE y el 25% fuera de la UE). El líder local del mercado rumano de consultoría de gestión es Ensight Management Consulting.

### Australia
En 1988, el recién elegido Gobierno del Estado de Greiner encargó un informe a la Autoridad de Ferrocarriles del Estado por Booz Allen Hamilton. El informe resultante recomendó la pérdida de hasta 8,000 empleos, incluida la retirada del personal de 94 estaciones ferroviarias del país, la retirada de servicios en la línea Nyngan-Bourke, la línea Queanbeyan-Cooma y la línea Glen Innes-Wallangarra, la discontinuación de varios servicios de pasajeros del país (el Canberra XPT, el Silver City Comet a Broken Hill y varias locomotoras diésel transportaron servicios) y el retiro de los trenes de traviesas de los servicios a Brisbane y Melbourne. El informe también recomendó la eliminación de todos los servicios de pasajeros del país y pequeñas operaciones de transporte de carga, pero el gobierno no consideró que esto fuera políticamente viable. La SRA se dividió en unidades de negocios: CityRail, responsable de los ferrocarriles urbanos; CountryLink, responsable de los servicios de pasajeros del país; FreightRail, responsable de los servicios de carga; y Rail Estate, responsable de la propiedad ferroviaria.

### Nueva Zelanda
En Nueva Zelanda, el gobierno ha tenido históricamente un papel más importante en la provisión de infraestructura y servicios que en otros países. Las razones que contribuyeron incluyeron una escala insuficiente en el sector privado, mercados de capital más pequeños y un apoyo político histórico para la prestación de servicios gubernamentales. Los planes actuales de inversión en infraestructura están abiertos a una variedad de asociaciones públicas / privadas..  Los gobiernos de Nueva Zelanda contratan expertos para complementar el asesoramiento de los servidores públicos profesionales. Mientras que los consultores de gestión contribuyen a la política y al desarrollo de la estrategia, el gobierno tiende a utilizar consultores de gestión para la revisión estratégica y para la ejecución de la estrategia. Existe una distinción entre los consultores de gestión (que generalmente brindan asesoramiento y entregables fijos, a menudo por una tarifa fija) y los contratistas profesionales (que trabajan para una tarifa por hora o por día prestando servicios especializados). Las cifras oficiales de 2007 a 2009 muestran un gasto anual de aproximadamente NZ $ 150 a NZ $ 180 millones por parte del Gobierno de Nueva Zelanda en consultores, pero esto puede ser subestimado. Mientras que las empresas de consultoría multinacionales brindan asesoría sobre proyectos importantes y en áreas especializadas, la mayoría de los consultores de administración que brindan asesoría al gobierno de Nueva Zelanda operan como profesionales independientes o como miembros de prácticas de consultoría pequeñas. La gama de servicios prestados es amplia, y abarca la gestión de cambios, la revisión estratégica, la gestión de proyectos y programas, las adquisiciones, el diseño organizativo, etc.

## Crítica
Los consultores de administración a veces son criticados por el uso excesivo de palabras de moda, la dependencia y la propagación de las modas de la administración, y la falta de desarrollo de planes ejecutables por parte del cliente. Como se indicó anteriormente, la consultoría de gestión es una profesión no regulada, por lo que cualquier persona o empresa puede diseñarse como consultores de gestión. Varios libros críticos sobre consultoría de gestión sostienen que la falta de coincidencia entre el asesoramiento de consultoría de gestión y la capacidad de los ejecutivos para crear realmente el cambio sugerido da como resultado daños sustanciales a las empresas existentes. En su libro, El consejo defectuoso y la trampa de la administración, Chris Argyris cree que gran parte de los consejos dados hoy tienen un verdadero mérito. Sin embargo, un examen detallado muestra que la mayoría de los consejos dados hoy contienen brechas e inconsistencias que pueden prevenir resultados positivos en el futuro.
Ichak Adizes y coautores también critican el tiempo de los servicios de consultoría. La organización del cliente, que generalmente carece del conocimiento que desea obtener del consultor, no puede estimar correctamente el momento adecuado para la contratación de consultores. Los consultores suelen participar demasiado tarde, cuando el problema es visible en la punta de iceberg de la organización, por lo que se recomienda un chequeo proactivo, como un chequeo médico regular. Por otro lado, esto abre un peligro adicional de abuso por parte de practicantes de mala reputación.
En ocasiones, se acusa a firmas consultoras de mala reputación de entregar promesas vacías a pesar de los altos honorarios, y también de "manifestar lo obvio" o de la falta de experiencia sobre la cual basan sus consejos. Estos consultores aportan pocas innovaciones, en lugar de ofrecer estrategias y planes genéricos y "preenvasados" que son irrelevantes para el problema particular del cliente. Es posible que no logren priorizar sus responsabilidades, colocando los intereses de su propia empresa antes que los de los clientes.
Otras críticas incluyen: el desmontaje de la empresa (al despedir a los empleados) para reducir los costos, solo proporcionar informes de análisis, consultores junior que cobran tasas superiores, revender informes similares a múltiples clientes como "trabajo personalizado", falta de innovación, facturación excesiva por días en los que no se trabajó, acelerar el costo de la calidad, las grandes empresas no respondieron y la falta foco del (cliente pequeño), la falta de claridad de los documentos en los contratos, no personalización de los criterios de informe de investigación específicos y la confidencialidad.

## Estándares internacionales
ISO publicó la norma internacional ISO 20700 "Pautas para servicios de consultoría de gestión" el 1 de junio de 2017. Este documento representa la primera norma internacional para la industria de consultoría de gestión.
Una calificación internacional para un profesional de consultoría de gestión es Certified Management Consultant (CMC).

### Áreas de actuación de la consultoría.
- Administración estratégica
- Administración de operaciones
- Ingeniería industrial
- Psicología/Organizativa industrial
- Psicología industrial
- Psicología organizativa
- Desarrollo organizativo
- Administración de proyecto

### Cultura relacionada
- Entrevista de caso
- Hablar motivacional
- Coaching empresarial
- Gestión de la moda
- Filosofía empresarial y teorías populares de gestión. Organización de subsistemas y efecto en toda la cultura de gestión.
- Big Three (consultoría de gestión)
- Nathan for You y House of Lies - programas de televisión que asesoran a la gerencia

## Otras lecturas
- Christopher D. Mckenna (2006). La profesión más Nueva del Mundo: Consultoría de Administración en el Vigésimo Siglo. Cambridge Prensa universitaria.
- Joe O soyahoney (2006). Joe O'Mahoney (2006). Management Consultancy. Oxford University Press. Oxford Prensa universitaria.

- Datos: Q130286
- Multimedia: Management consulting firms / Q130286